# Argavand, Armavir
Argavand là một đô thị thuộc tỉnh Armavir, Armenia. Dân số ước tính năm 2011 là 2500 người.